# 錢凱河
錢凱河（西班牙語：Río Chancay）是秘魯的河流，位於該國中部，河道全長120公里，流域面積3,200平方公里，發源自安第斯山脈西部，最終在首都利馬以北約60公里注入太平洋。